# 一歩一歩〜終わりなき道しるべ〜
「一歩一歩〜終わりなき道しるべ〜」（いっぽいっぽ おわりなきみちしるべ）は、J-POPグループ・ONE☆DRAFTの3枚目のシングルである。2008年1月23日発売。発売元はソニー・ミュージックアソシエイテッドレコーズ。

## 概要
- 前作「ラヴソング」から2ヶ月ぶりのリリース。
- テーマは、「親友」「旅立ち」。
- 本作では初めて、ジャケット写真に野球場が使用されていない。

## 収録曲
（全作詞・作曲：LANCE）
1. 一歩一歩〜終わりなき道しるべ〜
  - 毎日放送・GAORA「第80回選抜高等学校野球大会」エンディングテーマ
  - 弱音を吐く人に対する怒りからできた楽曲。
2. LOST
  - MCのLANCEがソロ時代に書いた曲。歌詞は情景を重視したのだという。 メンバー曰く「現代版ディスコチューン」。
3. 一歩一歩〜終わりなき道しるべ〜 -instrumental-
4. LOST -instrumental-